# Божої вам ласки, містере Роузвотере
Книга Божої вам ласки, містере Роузвотерте, або Перли перед свиньми — п'ятий роман Курта Воннеґута, виданий у квітні 1965 року. Витвір постмодерної сатири, він дав контекст наступному роману Воннеґута «Бойня № 5» і розділив його успіх.

## Сюжет
Роузвотерівський фонд був заснований сенатором Сполучених Штатів від Індіани Лістером Еймсом Роузвотером, щоб дозволити нащадкам Роузвотерів уникати сплати податків на сімейний маєток в окрузі Роузвотер. Фондом управляє велика юридична фірма в Нью-Йорку, яка забезпечує щорічну пенсію в розмірі 3,5 мільйонів доларів Еліоту, синові сенатора.
Еліот, ветеран Другої світової війни, алкоголік і пожежник-волонтер, раптом відчуває появу соціального сумління й відправляється в подорож крізь Америку, відвідуючи різні маленькі міста, перш ніж зупинитися в окрузі Роузвотер. Еліот робить усе можливе, щоб допомогти тамтешнім людям, маючи офіс в окрузі, куди йому телефонують городяни будь-яких шаблів, які потребують його допомоги чи заспокоєння. Це викликає велике незадоволення його батька. Тим часом, єдиним представником іншої гілки родини Роузвотер є далекий кузен Фред Роузвотер, який живе в Род-Айленді, депресивний продавець страхування життя, який щодня думає про самогубство. Фреда відвідує Норман Мушарі, який втік із юридичної команди корпорації Роузвотер. Мушарі переконує Фреда, що якщо він зможе довести, що Еліот божевільний, він може дати йому контроль над сімейним багатством, бо гроші перейшли б Фреду як найближчому найстаршому родичу Еліота чоловічої статі.
Після того, як батько розповідає йому про цю схему, Еліот переживає нервовий зрив і на рік потрапляє в психіатричну лікарню. У нього трапляється амнезія, але з часом він одужує, і йому повідомляють, що наступного дня він повинен з'явитися в суді, щоб захищати себе на розгляді, спрямованому на доведення його божевілля. Він дізнається, що жителі Розуотера тепер ненавидять його, попри всі спроби їм допомагати, і багато жінок брешуть, що Еліот став батьком їхніх дітей, і вимагають грошей. Еліот виписує Фреду чек на 100 000 доларів, а потім визнає, що він є батьком усіх заявлених дітей у Роузвотері, таким чином створюючи повно спадкоємців, які мають більше прав на статок, ніж Фред. Це завадить змові Мушарі та гарантує, що статок родини Роузвотер буде розподілено між жителями округу.

## Тематика та інтертекстуальність
П'ятий роман Воннеґута «Божої вам ласки, містере Роузвотерте» продовжує серію науково-фантастичних сюжетів. Цей, хоч і є науково-фантастичним текстом, є постмодерністською сатирою, заснованою на гуманістичній передумові. Ця теза є настільки яскравою, що стаття в The New York Times починається з думки про те, що книжка «насправді потребує відгуку від соціальних істориків, а не книжкових оглядачів». Однією з тем роману є економічна нерівність, яка є наслідком того, що в книзі описується як «дика, дурна, абсолютно недоречна, непотрібна і позбавлена гумору американська класова система». У центрі історії — мультимільйонер Еліот Роузуотер, який через муки сумління переносить очолюваний ним Роузвотерівський фонд до колишнього сімейного будинку в Роувотері, Індіана, «де він намагається роздавати необмежену кількість любові та обмежені суми грошей кожному, хто завітає до нього в офіс».
Письменник-фантаст Кілгор Траут, який з'являється наприкінці роману і про якого раніше згадує Еліот Роузвотер, визначає проблему, яку намагається вирішити Еліот, як «Як любити людей, від яких немає жодної користі». Ті, кому Еліот намагається допомогти, — останні невдахи в житті, збентежені нерозумінням байдужої системи, яка їх породила. Цитуючи один із оглядів роману, «насправді Воннеґут зневажає якраз людей зі здоровим глуздом».
Ще кілька постійних Воннеґутівських тем продовжуються або з'являються вперше у «Божої вам ласки, містере Роузвотере». Головний герой Еліот Роузвотер буде знову персонажем «Бойні номер п'ять» (1969) та «Сніданку чемпіонів» (1973). Опис бомбардування Дрездена, який з'являється Еліоту в галюцинаціях у 13 главі, залишається головною темою у подальших творах Воннеґута й центральною в Бойні номер 5. Так само важливою частиною історії є порнографічне зображення жінки, яка намагається займатися сексом з поні, про яку побіжно згадується в 11 розділі роману та яка знову з'являється в «Бойні номер 5». У 1841 році відбувся знаменитий суд над французьким фотографом Андре Лефевром за продаж таких листівок.
Письменник Кілгор Траут, альтер-его Воннеґута, вперше з'являється особисто в цьому романі, беручи участь у дискусії, яка наприкінці повертає Еліота до здорового глузду. У тексті також є короткі перекази п'яти романів Траута, які згадуються як частина прочитаного Еліотом. Одна з них про прибульців з планети Тральфамадор, які з'являються в багатьох романах Воннеґута.
В 11 главі молодий юрист Норман Мушарі відвідує особняк Румфорда в Ньюпорті та розмовляє з Ленсом Румфордом. Члени цієї родини фігурують у багатьох інших оповіданнях і романах Воннеґута, зокрема в «Сиренах Титана» (1959). Норман Мушарі-молодший, припускається, є сином Нормана Мушарі, зображеному в пізнішому романі Воннеґута «Буфонада, або більше не самотні» (1976), де він схожим чином перекону своїх клієнтів вимагати від своєї сім'ї відшкодування за погане ставлення. Обидва Мушарі мотивовані великою комісією, яку можна отримати, допомагаючи людям успадковувати їхні багатства.

## Етимологія і символізм

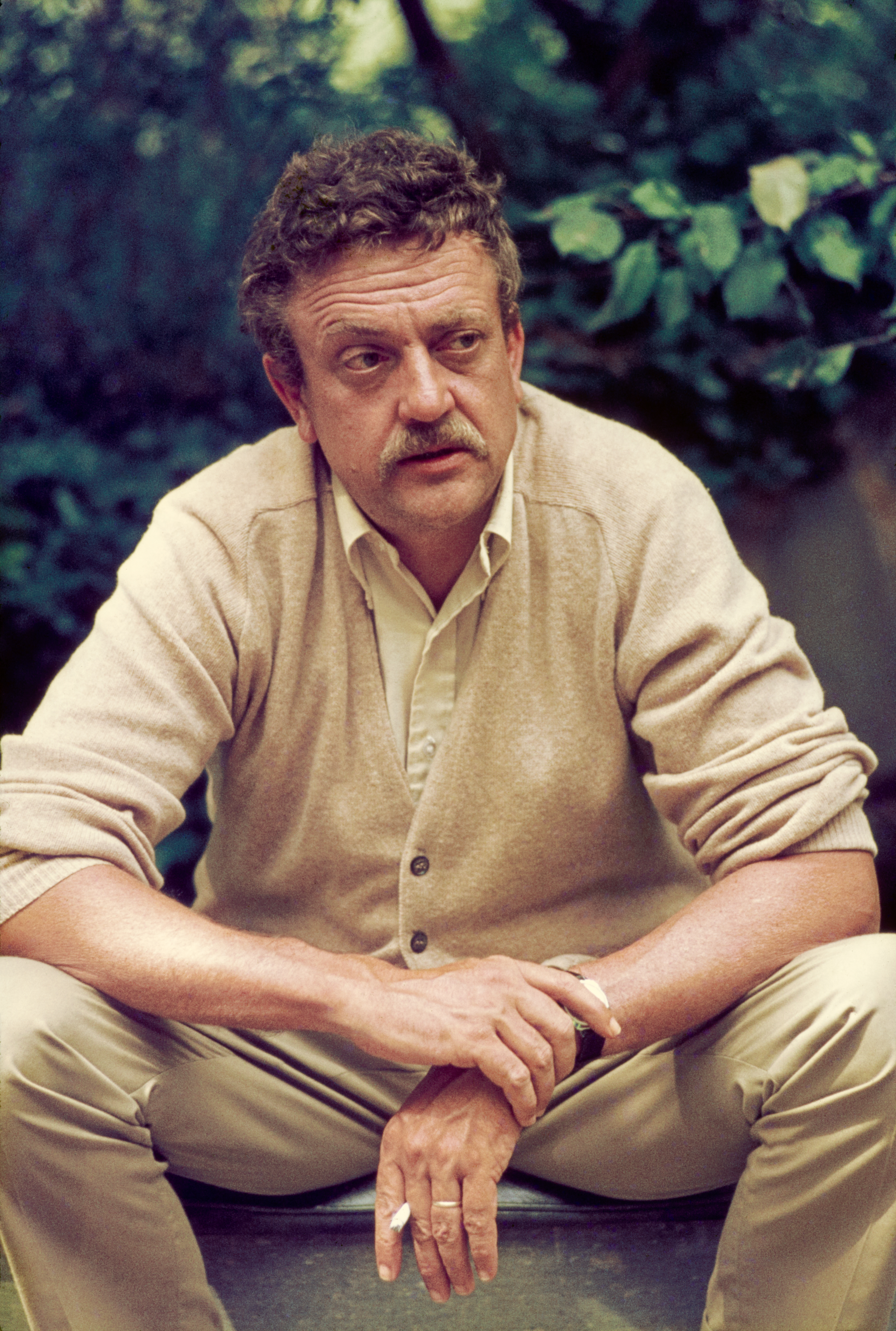
Фотографія Воннеґута авторства Бернарда Ґотфріда 1965 року

Ім'я Еліота Роузвотера натякає на поєднання протилежностей. «Еліот» пов'язує молодого альтруїста з Т. С. Еліотом і його зображенням сучасного життя як духовної пустки, позбавленої любові, натомість насиченої хіттю. «Роузвотер» можна розглядати як поєднання імен ліберала Франкліна Делано Рузвельта та консерватора Баррі Голдвотера. «Стає очевидним, що Воннеґут дуже добре знав про президентські вибори в США 1964 року, коли писав цей роман».
«Гроші є головним героєм цієї історії про людей» і «мають стерилізуючий ефект на всіх, кого торкаються в романі». Гроші, очевидно, є дегуманізуючою силою для Воннеґута, як і класова система, яка породила такі родини, як Роузвотерів та Рокфеллерів. «Американська мрія сплила черевом догори, зелена й роздута на мутній поверхні безмежної жадоби, наповнилася газом і луснула на полуденному сонці», — зауважує Воннеґут.

## Музична адаптація
У 1979 році роман був адаптований до мюзиклу з текстом Говарда Ешмана, музикою Алана Менкена та додатковими текстами Денніса Гріна. Прем'єра мюзиклу відбулася в Off-Broadway's Entermedia Theatre 14 жовтня 1979 року, і була показана 49 разів.
У липні 2016 року New York City Centres Encores! Off-Center відродив шоу. Альбом із цього відродження був випущений 28 липня 2017 року Ghostlight Records.